# イオンモール筑紫野
イオンモール筑紫野（イオンモールちくしの）は、福岡県筑紫野市立明寺にあるモール型ショッピングセンターである。

## 概要
「ジャスコ」を核店舗に約180の専門店やシネマコンプレックス「ワーナー・マイカル・シネマズ」を擁する大型ショッピングセンターとして2008年（平成20年）12月5日に開業した。
鉄骨造地上4階・地下1階建て全長225mあり、1階から3階が3層モールとなっている。
建物のうち地下1階と4階、屋上は駐車場となっている。駐車場の高さ制限は2.2m。
その後、核店舗の「ジャスコ筑紫野店」は、2011年（平成23年）3月1日にイオングループの総合スーパーをイオンに店名統一することに伴って「イオン筑紫野店」に改称することになった。
また、シネマコンプレックスの「ワーナー・マイカル・シネマズ」は運営会社の「ワーナー・マイカル」が「イオンシネマズ」と2013年（平成25年）7月1日に合併して「イオンエンターテイメント」となるのに伴い、劇場名を「イオンシネマ」に変更することになった。

## 立地
ベッドタウンとして人口増加を続ける福岡都市圏南部の筑紫野市にあり、近隣の大野城市や太宰府市などを主な商圏としている。
国道3号線などが近隣にあることや、隣接する佐賀県でも鳥栖市が鳥栖筑紫野道路などを使って自動車で20分圏内と佐賀県東部も商圏となるため、開業時には佐賀県内の商業施設にも警戒感が広がった。
当施設はファッション関連のショッピングセンターへの出店常連企業で構成される研究会SPACを主宰する小島健輔から、2008年（平成20年）秋から2009年（平成21年）に開業する大型ショッピングセンターの中で、ゆめタウン出雲やイオンモールの草津と春日部と共に数少ない推奨物件との評価を受けた。

### 近隣の競合施設
筑紫野市には1974年（昭和49年）3月8日に開業した「二日市ショッピングバザール」（店舗面積約8,336m2・ユニードが開設、現:イオン二日市店）や1982年（昭和57年）6月11日に開業した「西鉄朝倉ショッピングセンター」（店舗面積約4,618m2・西鉄ストア1号店の朝倉街道店を改築、現:レガネット朝倉街道）などショッピングセンターが早くから立地していた。
1993年（平成5年）5月18日に東急ストアが「筑紫野とうきゅうショッピングセンター」として全天候型の娯楽施設を併設した地下2階地上3階で延べ床面積約5万m2の、地下2階にメリーゴーランドやゲームなど、ビデオシアターなどを設置した。郊外型大型ショッピングセンターを開業し、市内における郊外型大型ショッピングセンターの先駆けとなった。
1996年（平成8年）3月21日にはイズミが「ゆめタウン筑紫野」を開業してこれに続いた。
この「ゆめタウン筑紫野」は2000年（平成12年）4月に増床し、2013年（平成25年）12月時点では店舗面積約22,061m2となっている。
商業施設の開発が急速に進んで競合環境が予想以上に激化したため苦戦をしていた「筑紫野とうきゅうショッピングセンター」は2006年（平成18年）11月22日に閉鎖と売却を決定し、2007年（平成19年）3月に閉店することになった。
しかし、2006年（平成18年）に開設準備が始まった「筑紫野ドリームモール」が、家電専門店「デオデオ（現・エディオン）」などが入居する「シュロアモール筑紫野」（店舗面積約22,910m2）として2007年（平成19年）7月13日に開業したほか、2007年（平成19年）10月31日には「筑紫野ベレッサ」（店舗面積約33,000m2）が「筑紫野とうきゅうショッピングセンター」の跡地に開業しており、競争は一段と激しくなった。
なお、同じイオングループのマックスバリュ筑紫野店は2003年（平成15年）3月4日に大規模小売店舗立地法に基づく申請を一旦取り下げたが、2006年（平成18年）10月1日に開業することになった。

## 沿革
- 2007年（平成19年）12月15日 - 着工[5]建築設計施工:株式会社淺沼組[広報 5]
- 2008年（平成20年）
  - 1月7日 - 大規模小売店舗立地法新設届出[要出典]。
  - 12月5日 - 正式開業（グランドオープン）[2][3][4]。
- 2011年（平成23年）3月1日 - 核店舗の名称を「ジャスコ筑紫野店[注 1]」から「イオン筑紫野店」に変更する。
- 2015年（平成27年）12月8日 敷地北東側に「パープルモール」を増築リニューアルオープン[21]。

## テナント
開業時点では「イオン筑紫野店」（旧・ジャスコ）を核店舗にシネマコンプレックス「イオンシネマ」（旧:ワーナー・マイカル・シネマズ）のほか、約180の専門店が入居している。
蔦屋書店が1階に店舗面積約2,600m2の大型店を出店したほか、2階にイオングループの「ビブレジーン筑紫野」（旧:筑紫野ビブレ、2022年（令和4年）1月4日閉店）が出店するなど核店舗以外にも大型店がある。

## 交通アクセス

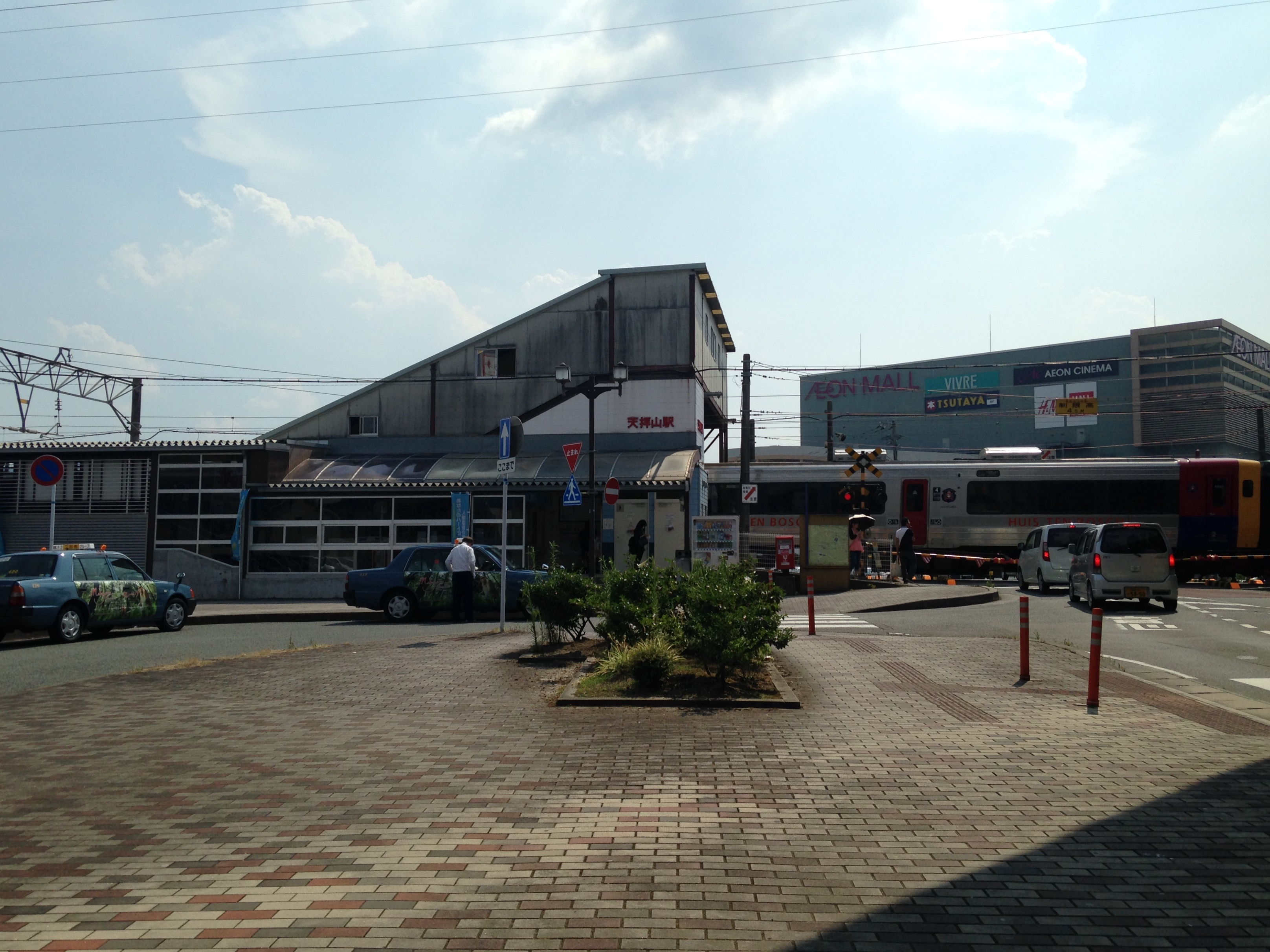
天拝山駅の背後に見える本店舗

郊外型の商業施設だがJR九州天拝山駅の至近距離に立地しており、また西鉄朝倉街道駅からも徒歩圏内であるため、公共交通機関でもアクセスがし易い。
路線バスはJR二日市駅、及び西鉄二日市駅より西鉄バス二日市の2-3系統が運行されている。

## 周辺施設
- 筑紫野市立天拝中学校
- ゆめタウン筑紫野
- 筑紫野大宰府消防組合本部・筑紫野消防署
- 筑紫税務署
- 福岡大学筑紫病院
- 筑紫野市役所
- 筑紫野警察署
- 筑紫野市文化会館
- 筑紫野市民図書館